# Mouvement d'abolition de la police

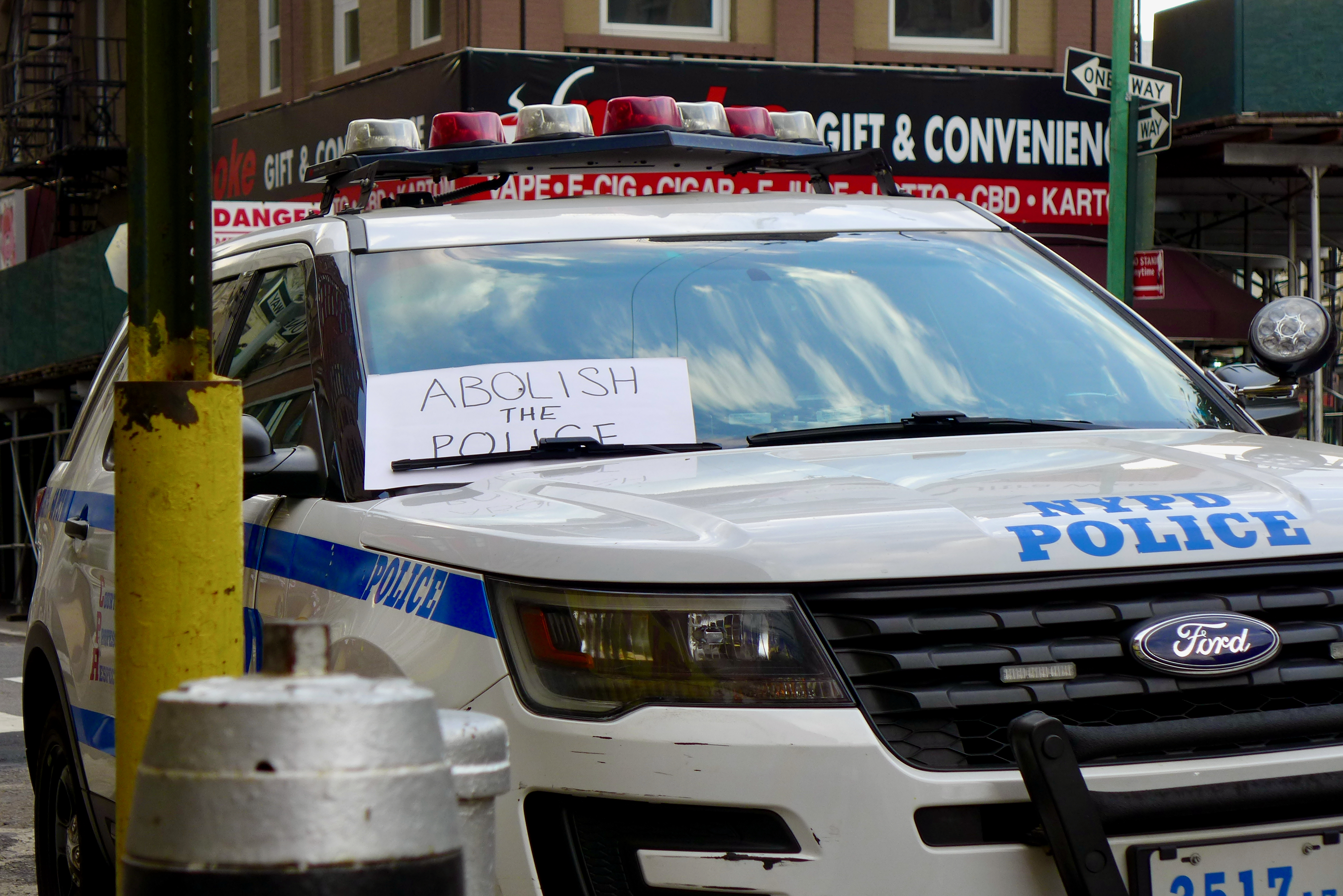
Un signe « Abolir la police » sur un véhicule du NYPD pendant les manifestations consécutives à la mort de George Floyd.

Le mouvement d'abolition de la police (en anglais : Police abolition movement) est un mouvement politique, largement développé aux États-Unis, qui préconise le remplacement des services de police par d'autres systèmes de sécurité publique. Les abolitionnistes de la police estiment que le maintien de l'ordre, en tant que système, est intrinsèquement défectueux et ne peut pas être réformé - une vision qui rejette l'idéologie des réformistes de la police,. Alors que les réformistes cherchent à repenser et changer la manière dont la police est exercée, les abolitionnistes cherchent à transformer complètement la police par un processus de dissolution, de déresponsabilisation et de désarmement de la police. Les abolitionnistes soutiennent que l'institution de la police est profondément enracinée dans une histoire de suprématie blanche et de colonialisme de peuplement, et qu'elle est inséparable d'un ordre capitaliste racial préexistant. Par conséquent, disent-ils, une approche réformisme du maintien de l'ordre public échouera toujours,,,.
L'abolition de la police est un processus qui demande aux communautés à créer des alternatives au maintien de l'ordre. Ce processus implique la déconstruction des conceptions préétablies du maintien de l'ordre et la résistance à la cooptation des réformistes. Cela implique également de s'engager et de soutenir des pratiques qui réduisent le pouvoir et la légitimité de la police, telles que la suppression du financement de la police,,.
Lors des manifestations consécutives à la mort de George Floyd, Black Lives Matter et d'autres militants ont utilisé l'expression « defund the police » (ou défund the police). Le mouvement de défunding[pas clair] prône la réduction des budgets des services de police ou la délégation de certaines responsabilités policières à d'autres organisations,,. Certains militants ont proposé le détournement des fonds de la police vers les services sociaux, tels que les services de jeunesse ou de logement,,. L'expression «baise la police», qui selon les chercheurs David Correia et Tyler Wall «est apparue comme la devise officieuse« lors des émeutes de Rodney King, peut être comprise comme un appel à l'abolition de la police.
Le mouvement d'abolition de la police a été critiquée par certains sociologues, criminologues, journalistes et politiciens,,.

## Idéologie

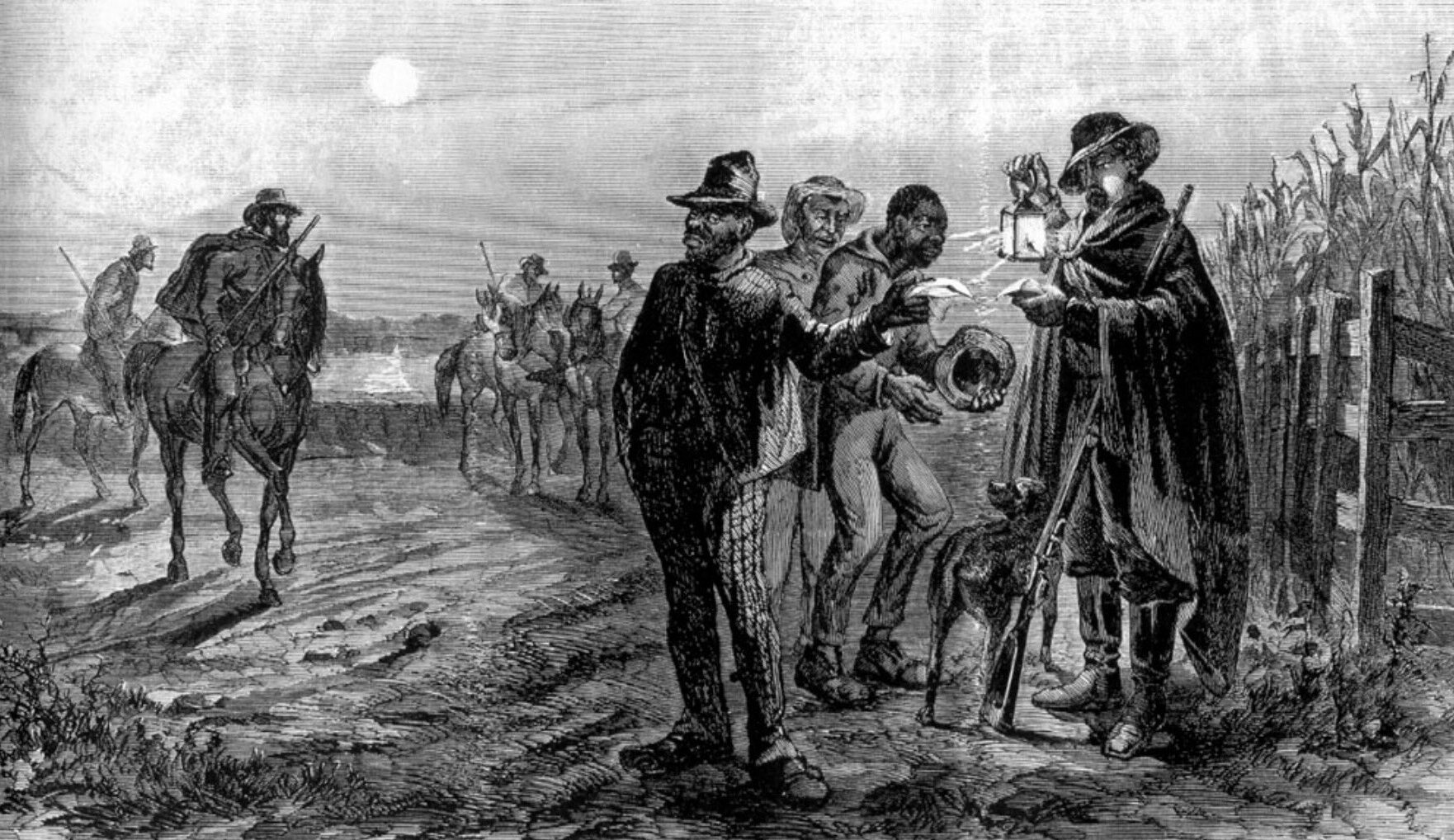
Les abolitionnistes soutiennent que la police américaine est enracinée dans une histoire de colonialisme et d'esclavage. Certaines des premières organisations policières des États-Unis se sont développées à partir des premières patrouilles d'esclaves.

L'abolition de la police est fondée sur l'idée que la police, telle qu'elle existe dans la société, est nuisible à la population et doit donc être abolie. Les abolitionnistes s'opposent aux réformistes qui, comme le décrivent Correia et Wall, « refusent même de considérer qu'un monde sans police et sans propriété privée pourrait en fait être un monde plus sûr et plus démocratique que celui que nous connaissons aujourd'hui [et] ne se lassent jamais de dire aux communautés défavorisées, régulièrement terrorisées par la police, d'être simplement patientes, de suivre les ordres de la police et de travailler dur pour échapper au ghetto. » Correia et Wall écrivent que « que ce soit à Detroit en 1967 ou à Ferguson en 2014, les mouvements insurgés de pauvres Noirs et personnes de couleurs savent que la réforme de la police conduit toujours à plus de criminalisation, de harcèlement, d'arrestations et de meurtre des forces de l'ordre dans leurs communautés ». Comme le décrit James Baldwin, les « pieux appels au respect de la loi, toujours entendus par des citoyens éminents chaque fois que le ghetto explose, sont si obscènes ». Baldwin a affirmé une position antiréformiste, déclarant que la pauvreté et la violence policière dans les communautés noires continueront "quel que soit le nombre de discours libéraux prononcés, quel que soit le nombre d'éditoriaux nobles écrits, quel que soit le nombre de commissions des droits civiques mises en place".
Les abolitionnistes soutiennent que le maintien de l'ordre aux États-Unis est enraciné dans le colonialisme et l'esclavage et ne peut donc pas être réformé,,. Comme le résument Mahesh Nalla et Graeme Newman: «De nombreux problèmes de police ont sévi dans les nouvelles villes d'Amérique. Ils ont inclus le contrôle de certaines classes, y compris les esclaves et les Indiens ; le maintien de l'ordre; la réglementation des fonctions spécialisées telles que la vente sur le marché, la livraison de marchandises, la fabrication de pain, l'emballage de marchandises pour l'exportation; le maintien de la bonne santé et l'assainissement; l'assurance d'une utilisation ordonnée des rues par les véhicules; le contrôle de l'alcool; le contrôle des jeux d'argents et du vice; le contrôle des armes; le contrôle des ravageurs et autres animaux." Les premiers policiers américains n'avaient pas grand-chose à voir avec la lutte contre la criminalité et étaient exécutés par des groupes de « citoyens volontaires qui servaient sur des patrouilles d'esclaves ou des veillées de nuits», comme l'ont enregistré Victor Kappeler et Larry Gaines. Les organisations policières modernes aux États-Unis se sont développées à partir de ces premières patrouilles d'esclaves et de veilles nocturnes. Par exemple, « les colons de la Nouvelle-Angleterre nommèrent des gendarmes indiens pour faire la police des Amérindiens », tandis que « en 1704 la colonie de Caroline développa la première patrouille d'esclaves du pays », des groupes organisés qui continueront d'exister dans les États du sud et du nord. 
Même l'abolition des prisons et de la police est considérée par les abolitionnistes comme « une fin non définitive, car la police et les prisons sont au cœur de l'état capitaliste, qui évolue, s'adapte et se reconstitue constamment en réponse à la résistance et à l'insurrection ». Comme l'a déclaré Luis Fernandez, professeur de criminologie, "poser la question "quelles sont les alternatives à la police ?" c'est se poser la question "quelles sont les alternatives au capitalisme ?"" Fernandez identifie que "le rôle de la police est de maintenir l'ordre social capitaliste, de maintenir l'ordre social pour que ces personnes particulières qui ont le pouvoir puissent faire leurs affaires avec le moins de perturbations possible..." De ce point de vue, l'abolition de la police et des prisons aux États-Unis est intrinsèquement liée à la destruction de l'ordre capitaliste racial. Comme l'a déclaré Joshua Briond pour Hampton Institute, « la mort noire est une nécessité du capitalisme racial et des institutions (telles que la police et les prisons) qui existent pour la maintenir ». En conséquence, Briond conclut que « la seule solution réaliste à une réalité dans laquelle la terreur, la violence et la mort anti-noirs sont une inévitabilité pour la fonctionnalité d'un système, c'est l'abolition ».

## L'abolition en tant que processus
Les abolitionnistes de la police considèrent l'abolition comme un processus de dissolution, de déresponsabilisation et de désarmement de la police dans la transition vers une société sans police. Cela peut prendre plusieurs formes pour les abolitionnistes, comme imaginer des alternatives à la police, contester directement la légitimité et les rôles de la police, résister aux tentatives libérales de coopter, incorporer ou concilier l'objectif sans compromis d'abolir la police, et s'engager dans les pratiques qui portent atteinte à l’autorité et au pouvoir de la police, telles que la radiation de la police. Comme l'a déclaré l'universitaire Alex S. Vitale, l'abolition de la police est un processus plutôt qu'un événement singulier :
Eh bien, je ne parle certainement d'aucun scénario où, demain, quelqu'un actionne un interrupteur et il n'y a plus de police. Ce dont je parle, c'est la remise en question systématique des rôles spécifiques que la police assume actuellement et la tentative de développer des solutions de rechange fondées sur des preuves afin que nous puissions réduire notre dépendance à leur égard. Et j'ai le sentiment que cela englobe en fait la grande majorité de ce que fait la police. Nous avons de meilleures alternatives pour eux. Même si vous prenez quelque chose comme un cambriolage, une grande partie des activités de cambriolage est due à la consommation de drogue. Et nous devons repenser complètement notre approche de la drogue afin que les crimes contre les biens de propriété ne soient pas le principal moyen d'accès aux drogues. Nous n'avons aucune région de ce pays qui offre un traitement médical de haute qualité sur demande. Mais nous avons des services de police à la demande partout. Et ça ne marche pas.

### Créer des alternatives
Joshua Briond déclare que « le manque d'imagination politique, au-delà de la stratégie électorale et du réformisme, et l'incapacité d'envisager un monde, même un pays, dépourvu de police et de prisons, est enraciné dans les logiques coloniales (anti-noires) et racialisées du criminel déterminé biologiquement, esclave et sauvage ». En opposition à la position selon laquelle l'abolition de la police est inconcevable, les abolitionnistes soutiennent la création d'alternatives au maintien de l'ordre. L'activiste Tourmaline fait référence à Andrea Ritchie (en) pour expliquer comment « les gens agissent avec la politique abolitionniste tout le temps, sans le savoir ». Ritchie a présenté l'exemple suivant pour illustrer ce point : « Vous et votre ami êtes dans un bar. Votre ami est venu là-bas. Votre ami veut rentrer chez lui en voiture. Allez-vous appeler les flics ou allez-vous dire "non, je vais te ramener à la maison ; je vais t'appeler un taxi ; je vais prendre tes clés ?" ». Tourmaline déclare qu'il s'agit d'un exemple d'« abolition au travail », puisque « les gens n'appellent pas constamment les flics à leurs amis pour les empêcher de conduire en état d'ébriété ; les gens trouvent des moyens uniques et créatifs d'empêcher leurs amis de ne pas conduire pendant qu'ils sont ivres. » 
En réponse, l'avocat et activiste Dean Spade déclare qu'« il semblerait qu'une grande partie d'un exemple comme celui-là est la différence entre ce que nous pensons de quelqu'un que nous connaissons - comme, vous êtes sur le point de commettre un crime, vous êtes sur le point de monter dans une voiture et conduire ivre, mais il ne m'est jamais venu à l'esprit que je devrais appeler les flics, parce que je ne te vois pas comme jetable, je te connais - par rapport à [un scénario où] il y a des inconnus dans le métro et quelqu'un fait quelque chose que quelqu'un n'aime pas et au lieu de comprendre ce qui se passe ou de [questionner] cela peut-il être arrêté, est-ce que cela peut être moins dangereux, ou peut-on s'occuper de ces gens, il y a une sorte de réponse immédiate pour en faire un "problème de police". » Spade dit que cela se produit à cause de la manière dont « les gens sont aliénés les uns des autres dans notre culture », ce qui a rendu socialement « inacceptable » de « se connecter et d'essayer de trouver comment résoudre le problème » ensemble. 
En réponse, Rachel Herzing suggère que nous apprenions des personnes qui ont développé et proposé des stratégies alternatives qui reposent sur le développement communautaire, le réseautage et la négociation, l'apprentissage d' auto-défense en groupe, des manuels et d'autres matériels qui présentent des alternatives pour les personnes qui ne sont pas certaines des alternatives. existent, citant Fumbling Towards Repair de Mariame Kaba et Shira Hassan et Beyond Survival: Strategies and Stories from the Transformative Justice Movement, édité par Ejeris Dixon et Leah Lakshmi .

### Limites
Les mouvements abolitionnistes reconnaissent cependant ne pas avoir de solution à certaines problématiques, par exemple dans les situations de violence armée, sur la manière d'éviter qu'une abolition de la police conduise à son remplacement par des milices privées ou par une justice populaire qui seraient tout autant -sinon davantage- destructrices.

## Littérature abolitionniste
Le mouvement abolitionniste dispose en France d'une littérature :
- 1312 raisons d'abolir la police, dirigé par Gwendola Ricordeau et contenant des contributions de plusieurs personnes engagées dans le mouvement. Le but est, selon sa directrice, d'expliquer au lecteur français ce qu'il se passe et secoue le mouvement abolitionniste ainsi que ses arguments et stratégies aux États-Unis et est plus adapté au contexte Américain que français[28]. Il est paru aux édition Lux[29].
- Défaire la police, collectif, paru aux éditions Divergences[30]. Les auteurs expliquent notamment les raisons qui selon eux poussent à abolir la police, disent réfuter l'amour de la population envers la police et s'inspirent de la justice mise en place par le mouvement Zapatiste comme piste d'inspiration valable selon eux en cas de réelle abolition[31].
- Manifeste pour la suppression générale de la police nationale, anonyme, paru sur le site Lundimatin.am[32]
- Que fait la police? et comment s'en passer, Paul Rocher, paru aux éditions La fabrique[33]. L'auteur argue que la police n'empêche pas le crime, y explique ses fonctions, dénonce ce qu'il nomme sa militarisation croissante et y raconte son histoire, son rapport avec l'État moderne et la propriété privée puis explore certains modèle de "police" communautaire comme moyen de substitution à la police actuelle[34].